# Spormaggiore
Spormaggiore település Olaszországban, Trento megyében. Lakosainak száma 1259 fő (2023. január 1.). Spormaggiore Cavedago, Fai della Paganella, Sporminore, Ton, Ville d'Anaunia, Campodenno, Mezzolombardo és Molveno községekkel határos.

## Népesség
A település népességének változása:
| Lakosok száma | 1284 | 1265 | 1259 |
|               | 2017 | 2018 | 2023 |